# Tamar Metal
Tamar Metal, coniugata Shumacher (in ebraico תמר מיטל-שומכר‎?; 26 dicembre 1933 – 14 luglio 2022), è stata una cestista, altista e lunghista israeliana.

## Carriera

### Atletica leggera
Ha partecipato ai Giochi di Helsinki 1952, gareggiando nel salto in alto e salto in lungo.

### Pallacanestro
Con Israele ha disputato i Campionati europei del 1950.